# Euroligue féminine de basket-ball 2025-2026
Navigation
2024-2025 2026-2027
L’Euroligue féminine est une compétition de basket-ball féminin rassemblant les meilleurs clubs d’Europe. La saison 2025-2026 en est la 68e édition, la 29e sous le nom d’Euroligue.
La saison commence le 17 septembre 2025 et se termine le 19 avril 2026 avec la finale à six. Il s’agira de la deuxième saison consécutive sous ce nouveau format.
Les vainqueurs de la compétition se qualifient automatiquement pour l’édition de la saison suivante.
L’USK Prague est le tenant du titre, ayant remporté son deuxième titre la saison dernière.

## Système de compétition

### Saison régulière: premier tour
Après les qualifications, 16 équipes seront réparties en 4 groupes de 4. Les trois premiers de chaque groupe seront qualifiés pour le second tour. Les équipes qui terminent à la quatrième place sont reversées dans les playoffs de l’Eurocoupe. Les résultats des équipes qualifiées au premier tour sont conservés au tour suivant.

### Saison régulière: second tour
Les 12 équipes restantes forment deux groupes de six et rencontrent les équipes qu'elles n'ont pas affrontées au premier tour. Dans les deux groupes, les deux premiers se qualifient directement pour les demi-finales, tandis que les troisième et quatrième joueront les quarts de finale. Les équipes qui terminent cinquième et sixième sont éliminées.

### Barrages
Les barrages détermineront qui fera partie des six finalistes et où chaque équipe commencera dans les six finalistes. Les deux premières équipes joueront les barrages pour les demi-finales et les troisième et quatrième équipes joueront les barrages pour les quarts de finale. Contrairement à la saison dernière, les matches de barrage se dérouleront au meilleur des trois manches, plutôt que sous la forme d'un match aller-retour. Les équipes les mieux classées jouent le match retour à domicile.
Les vainqueurs des barrages pour les demi-finales seront automatiquement qualifiés pour les demi-finales de la finale à six, tandis que les vainqueurs des barrages pour les quarts de finale seront qualifiés pour les quarts de finale de la finale à six. Les perdants des barrages pour les quarts de finale sont éliminés.

### Finale à six
La finale à six se déroule dans un lieu unique et désigne le champion. Les perdants des barrages pour les demi-finales et les gagnants des barrages pour les quarts de finale disputent les quarts de finale. Les deux vainqueurs se retrouvent en demi-finale pour affronter les équipes qui se sont automatiquement qualifiées pour ce tour. Les vainqueurs des demi-finales accèdent à la finale, tandis que les perdants disputent le match pour la troisième place.

## Attribution des places par nation
L’attribution du nombre de places pour chaque nation est déterminé par le classement international fondé sur les résultats des trois saisons précédentes :
- Les nations classées du rang 1 à 4 peuvent qualifier trois équipes ;
- Les nations classées du rang 5 à 8 peuvent qualifier deux équipes ;
- Les nations classées du rang 9 à 10 peuvent qualifier une équipe directement pour la saison régulière ;
- Les nations classées au-delà de la 10e place peuvent qualifier une équipe pour le tour de qualification[4].

Si un club qualifié pour la saison régulière n’honore pas sa qualification, sa place sera accordée à un autre club.
| Rang | Pays            | Points | Équipes |
| ---- | --------------- | ------ | ------- |
| 1    | Turquie         | 262.00 | 3       |
| 2    | France          | 184.67 | 3       |
| 3    | Espagne         | 176,33 | 3       |
| 4    | Italie          | 115,33 | 2       |
| 5    | Tchéquie        | 110,67 | 2       |
| 6    | Hongrie         | 81,33  | 2       |
| 7    | Pologne         | 51,33  | 2       |
| 8    | Belgique        | 26,00  | 0       |
| 9    | Grèce           | 21,33  | 1       |
| 10   | Israël          | 20,00  | 0       |
| 10   | Grande-Bretagne | 20,00  | 0       |
| 12   | Roumanie        | 18,00  | 1       |
| 13   | Lituanie        | 11,33  | 1       |

| Rang | Pays       | Points | Équipes |
| ---- | ---------- | ------ | ------- |
| 14   | Portugal   | 10,67  | 0       |
| 15   | Slovaquie  | 10,00  | 0       |
| 15   | Allemagne  | 10,00  | 0       |
| 17   | Lettonie   | 8,00   | 0       |
| 18   | Suisse     | 7,33   | 0       |
| 19   | Serbie     | 6,00   | 1       |
| 20   | Luxembourg | 5,33   | 0       |
| 21   | Croatie    | 3,33   | 0       |
| 22   | Finlande   | 1,33   | 0       |
| 22   | Arménie    | 1,33   | 0       |
| 22   | Chypre     | 1,33   | 0       |
| 22   | Bulgarie   | 1,33   | 0       |

## Équipes participantes
Les équipes ont été annoncées le 6 juillet 2025, avec un total de 21 clubs inscrits à la compétition.
À partir de cette saison, l’équipe hôte de la Finale à six est autorisée à participer aux qualifications si elle ne s’était pas qualifiée sportivement (ce n’est toutefois pas le cas cette saison, le Casademont Saragosse s’étant qualifié via son championnat national).
De même, les tenants du titre peuvent dorénavant participer à la compétition, quels que soient leurs résultats dans leur championnat national.
| Saison régulière              | Saison régulière                         |
| ----------------------------- | ---------------------------------------- |
| Fenerbahçe Istanbul (1er)     | Çukurova BK MersinF (2e)                 |
| Basket Landes (1er)           | FCB Charleville-Mézières (4e, VC)        |
| Valence Basket (1er)          | Uni Gérone CB (3e, VS)                   |
| Famila Schio (1er)            | USK PragueT (1er)                        |
| Sopron Basket (1er)           | Arka Gdynia (1er)                        |
| Olympiakós Le Pirée (1er)     |                                          |
| Tour de qualification         |                                          |
| Galatasaray Istanbul S (3e)   | Tango Bourges Basket S (5e, VS)          |
| Casademont Saragosse S (2e)   | Reyer Venise-Mestre S (2e)               |
| DVTK Miskolc S (2e)           | BK Žabiny Brno (2e)                      |
| AZS UMCS Lublin (en) (5e)     | ACS Sepsi SIC Sfântu Gheorghe (ro) (1er) |
| Kibirkštis Vilnius (lt) (1er) | ÉR Belgrade (1er)                        |

Légende
- entre parenthèses : classement de l’équipe dans son championnat national lors de la saison régulière précédente ;
- T : tenant du titre ;
- EC : tenant du titre de l’Eurocoupe ;
- VC : vainqueur de la coupe nationale ;
- VS : vainqueur de la saison régulière ;
- S : équipe tête de série lors du tour de qualification.

### Tirage au sort
La composition des chapeaux est annoncée le 16 juillet 2025. Le tirage au sort s’est tenu à Munich le 23 juillet 2025.
Chaque groupe de saison régulière ne peut comporter qu’un club du même pays.
La composition des pots est fondée sur le ranking européen des clubs.
| Équipe              | Rang | Points |
| ------------------- | ---- | ------ |
| Fenerbahçe Istanbul | 1    | 336    |
| USK PragueT         | 2    | 268    |
| Çukurova BK MersinF | 3    | 260    |
| Famila Schio        | 4    | 170    |

| Équipe         | Rang | Points |
| -------------- | ---- | ------ |
| Valence Basket | 6    | 124    |
| Uni Gérone CB  | 13   | 68     |
| Basket Landes  | 14   | 67     |
| Sopron Basket  | 15   | 64     |

| Équipe                          | Rang | Points |
| ------------------------------- | ---- | ------ |
| Olympiakós Le Pirée             | 29   | 30     |
| Arka Gdynia                     | 35   | 28     |
| FCB Charleville-Mézières        | 49   | 18     |
| Vainqueur de la qualification 1 | NC   | NC     |

| Équipe                          | Rang | Points |
| ------------------------------- | ---- | ------ |
| Vainqueur de la qualification 2 | NC   | NC     |
| Vainqueur de la qualification 3 | NC   | NC     |
| Vainqueur de la qualification 4 | NC   | NC     |
| Vainqueur de la qualification 5 | NC   | NC     |

## Tour de qualification
Les matches allers se jouent le 17 septembre chez l’équipe 2, les matches retours le 24 septembre 2025 chez l’équipe 1 tête de série.
Les équipes gagnantes accèdent à la saison régulière de l’Euroligue, tandis que les perdantes sont reversées dans la saison régulière de l’Eurocoupe.
| Équipe 1             | Score | Équipe 2                           | Aller | Retour |
| -------------------- | ----- | ---------------------------------- | ----- | ------ |
| Casademont Saragosse | 0–0   | BK Žabiny Brno                     | 0–*0  | *0–0   |
| Reyer Venise-Mestre  | 0–0   | Étoile rouge de Belgrade           | 0–*0  | *0–0   |
| Galatasaray Istanbul | 0–0   | ACS Sepsi SIC Sfântu Gheorghe (ro) | 0–*0  | *0–0   |
| DVTK Miskolc         | 0–0   | AZS UMCS Lublin (en)               | 0–*0  | *0–0   |
| Tango Bourges Basket | 0–0   | Kibirkštis Vilnius (lt)            | 0–*0  | *0–0   |

- Le gagnant de la confrontation est qualifié pour la saison régulière.
- Le perdant est éliminé et est reversé dans la phase de poule de l’Eurocoupe.

## Saison régulière
Fenerbahçe Istanbul

 Galatasaray Istanbul

Si plusieurs équipes sont ex-æquo à la fin de la saison régulière, elles sont départagées selon les critères suivants :
1. bilan (victoires-défaites) lors de leurs confrontations ;
2. différence de points lors de leurs confrontations ;
3. points marqués lors de leurs confrontations ;
4. différence de points sur l’ensemble de la saison régulière ;
5. points marqués sur l’ensemble de la saison régulière.

Au total, huit pays sont représentés lors de la saison régulière, soit autant que la saison précédente (la Grèce prenant la place de la Roumanie). Pour la première fois depuis la saison 2014-2015, la Tchéquie sera représentée par deux équipes lors de la saison régulière.

### Premier tour
- Les trois premières équipes de chaque groupe sont qualifiées pour le deuxième tour.
- Les équipes classées 4e de chaque groupe sont éliminées et reversées dans les playoffs de l’Eurocoupe.

#### Groupe A
| Rang | Équipe                           | Pts | J | G | P | Pp | Pc | Diff |  | Résultats (dom.\ext.)            | PRA | GÉR | GDY |   |
| ---- | -------------------------------- | --- | - | - | - | -- | -- | ---- |  | -------------------------------- | --- | --- | --- | - |
| 1    | USK PragueT                      | 0   | 0 | 0 | 0 | 0  | 0  |      |  | USK PragueT                      |     | -   | -   | - |
| 2    | Uni Gérone CB                    | 0   | 0 | 0 | 0 | 0  | 0  |      |  | Uni Gérone CB                    | -   |     | -   | - |
| 3    | Arka Gdynia                      | 0   | 0 | 0 | 0 | 0  | 0  |      |  | Arka Gdynia                      | -   | -   |     | - |
| 4    | Vainqueur de la qualification 5Q | 0   | 0 | 0 | 0 | 0  | 0  |      |  | Vainqueur de la qualification 5Q | -   | -   | -   |   |

#### Groupe B
| Rang | Équipe                           | Pts | J | G | P | Pp | Pc | Diff |  | Résultats (dom.\ext.)            | SCH | SOP | ChM |   |
| ---- | -------------------------------- | --- | - | - | - | -- | -- | ---- |  | -------------------------------- | --- | --- | --- | - |
| 1    | Famila Schio                     | 0   | 0 | 0 | 0 | 0  | 0  |      |  | Famila Schio                     |     | -   | -   | - |
| 2    | Sopron Basket                    | 0   | 0 | 0 | 0 | 0  | 0  |      |  | Sopron Basket                    | -   |     | -   | - |
| 3    | FCB Charleville-Mézières         | 0   | 0 | 0 | 0 | 0  | 0  |      |  | FCB Charleville-Mézières         | -   | -   |     | - |
| 4    | Vainqueur de la qualification 3Q | 0   | 0 | 0 | 0 | 0  | 0  |      |  | Vainqueur de la qualification 3Q | -   | -   | -   |   |

#### Groupe C
| Rang | Équipe                           | Pts | J | G | P | Pp | Pc | Diff |  | Résultats (dom.\ext.)            | F.IS | VAL | LeP |   |
| ---- | -------------------------------- | --- | - | - | - | -- | -- | ---- |  | -------------------------------- | ---- | --- | --- | - |
| 1    | Fenerbahçe Istanbul              | 0   | 0 | 0 | 0 | 0  | 0  |      |  | Fenerbahçe Istanbul              |      | -   | -   | - |
| 2    | Valence Basket                   | 0   | 0 | 0 | 0 | 0  | 0  |      |  | Valence Basket                   | -    |     | -   | - |
| 3    | Olympiakós Le Pirée              | 0   | 0 | 0 | 0 | 0  | 0  |      |  | Olympiakós Le Pirée              | -    | -   |     | - |
| 4    | Vainqueur de la qualification 4Q | 0   | 0 | 0 | 0 | 0  | 0  |      |  | Vainqueur de la qualification 4Q | -    | -   | -   |   |

#### Groupe D
| Rang | Équipe                           | Pts | J | G | P | Pp | Pc | Diff |  | Résultats (dom.\ext.)            | MER | LAN |   |   |
| ---- | -------------------------------- | --- | - | - | - | -- | -- | ---- |  | -------------------------------- | --- | --- | - | - |
| 1    | Çukurova BK MersinF              | 0   | 0 | 0 | 0 | 0  | 0  |      |  | Çukurova BK MersinF              |     | -   | - | - |
| 2    | Basket Landes                    | 0   | 0 | 0 | 0 | 0  | 0  |      |  | Basket Landes                    | -   |     | - | - |
| 3    | Vainqueur de la qualification 1Q | 0   | 0 | 0 | 0 | 0  | 0  |      |  | Vainqueur de la qualification 1Q | -   | -   |   | - |
| 4    | Vainqueur de la qualification 2Q | 0   | 0 | 0 | 0 | 0  | 0  |      |  | Vainqueur de la qualification 2Q | -   | -   | - |   |

## Phases finales

### Finale à six
Début décembre 2024, Saragosse est annoncée comme ville-hôte de la Finale à six pour trois éditions consécutives. Les rencontres se dérouleront au Pavillon Príncipe Felipe.
|  | Quarts de finale          | Quarts de finale          | Quarts de finale | Quarts de finale |                               |                               | Demi-finales                  | Demi-finales                  | Demi-finales              | Demi-finales              |                           |                           | Finale                    | Finale                    | Finale                    | Finale                    |
|  |                           |                           |                  |                  |                               |                               |                               |                               |                           |                           |                           |                           |                           |                           |                           |                           |
|  |                           |                           |                  |                  |                               |                               | 17 avril 2026 – Saragosse     | 17 avril 2026 – Saragosse     | 17 avril 2026 – Saragosse | 17 avril 2026 – Saragosse |                           |                           | 19 avril 2026 – Saragosse | 19 avril 2026 – Saragosse | 19 avril 2026 – Saragosse | 19 avril 2026 – Saragosse |
|  |                           |                           |                  |                  |                               |                               | 17 avril 2026 – Saragosse     | 17 avril 2026 – Saragosse     | 17 avril 2026 – Saragosse | 17 avril 2026 – Saragosse |                           |                           | 19 avril 2026 – Saragosse | 19 avril 2026 – Saragosse | 19 avril 2026 – Saragosse | 19 avril 2026 – Saragosse |
|  |                           |                           |                  |                  |                               |                               | 17 avril 2026 – Saragosse     | 17 avril 2026 – Saragosse     | 17 avril 2026 – Saragosse | 17 avril 2026 – Saragosse |                           |                           | 19 avril 2026 – Saragosse | 19 avril 2026 – Saragosse | 19 avril 2026 – Saragosse | 19 avril 2026 – Saragosse |
|  |                           |                           |                  |                  |                               |                               | 17 avril 2026 – Saragosse     | 17 avril 2026 – Saragosse     | 17 avril 2026 – Saragosse | 17 avril 2026 – Saragosse |                           |                           | 19 avril 2026 – Saragosse | 19 avril 2026 – Saragosse | 19 avril 2026 – Saragosse | 19 avril 2026 – Saragosse |
|  |                           |                           |                  |                  |                               |                               | 17 avril 2026 – Saragosse     | 17 avril 2026 – Saragosse     | 17 avril 2026 – Saragosse | 17 avril 2026 – Saragosse |                           |                           | 19 avril 2026 – Saragosse | 19 avril 2026 – Saragosse | 19 avril 2026 – Saragosse | 19 avril 2026 – Saragosse |
|  |                           |                           | 0                |                  |                               |                               |                               |                               |                           |                           |                           |                           | 19 avril 2026 – Saragosse | 19 avril 2026 – Saragosse | 19 avril 2026 – Saragosse | 19 avril 2026 – Saragosse |
|  | 15 avril 2026 – Saragosse |                           |                  |                  |                               |                               |                               |                               |                           |                           |                           |                           | 19 avril 2026 – Saragosse | 19 avril 2026 – Saragosse | 19 avril 2026 – Saragosse | 19 avril 2026 – Saragosse |
|  |                           |                           |                  |                  | 0                             |                               |                               |                               |                           |                           |                           |                           | 19 avril 2026 – Saragosse | 19 avril 2026 – Saragosse | 19 avril 2026 – Saragosse | 19 avril 2026 – Saragosse |
|  | -                         |                           | 0                | 0                |                               |                               |                               |                               |                           |                           |                           |                           | 19 avril 2026 – Saragosse | 19 avril 2026 – Saragosse | 19 avril 2026 – Saragosse | 19 avril 2026 – Saragosse |
|  | -                         | 17 avril 2026 – Saragosse | 0                | 0                |                               |                               |                               |                               |                           |                           |                           |                           | 19 avril 2026 – Saragosse | 19 avril 2026 – Saragosse | 19 avril 2026 – Saragosse | 19 avril 2026 – Saragosse |
|  | -                         |                           | 0                | 0                |                               |                               |                               |                               |                           |                           |                           |                           | 19 avril 2026 – Saragosse | 19 avril 2026 – Saragosse | 19 avril 2026 – Saragosse | 19 avril 2026 – Saragosse |
|  | -                         |                           | 0                | 0                | 0                             |                               |                               |                               |                           |                           |                           |                           |                           |                           |                           |                           |
|  |                           |                           |                  |                  |                               |                               |                               |                               |                           |                           |                           |                           |                           |                           |                           |                           |
|  |                           |                           |                  |                  | 0                             |                               |                               |                               |                           |                           |                           |                           |                           |                           |                           |                           |
|  |                           |                           |                  |                  |                               |                               |                               |                               |                           |                           |                           |                           |                           |                           |                           |                           |
|  |                           |                           |                  |                  |                               |                               |                               |                               |                           |                           |                           |                           |                           |                           |                           |                           |
|  |                           |                           |                  |                  |                               |                               |                               |                               |                           |                           |                           |                           |                           |                           |                           |                           |
|  |                           |                           | 0                | 0                | Match pour la troisième place | Match pour la troisième place | Match pour la troisième place | Match pour la troisième place |                           |                           |                           |                           |                           |                           |                           |                           |
|  | 15 avril 2026 – Saragosse |                           | 0                | 0                | Match pour la troisième place | Match pour la troisième place | Match pour la troisième place | Match pour la troisième place |                           |                           |                           |                           |                           |                           |                           |                           |
|  |                           |                           |                  |                  | 0                             | 0                             |                               |                               | 19 avril 2026 – Saragosse | 19 avril 2026 – Saragosse | 19 avril 2026 – Saragosse | 19 avril 2026 – Saragosse |                           |                           |                           |                           |
|  | -                         |                           | 0                | 0                | 0                             | 0                             |                               |                               | 19 avril 2026 – Saragosse | 19 avril 2026 – Saragosse | 19 avril 2026 – Saragosse | 19 avril 2026 – Saragosse |                           |                           |                           |                           |
|  | -                         |                           | 0                | 0                |                               |                               |                               |                               |                           | 0                         |                           |                           |                           |                           |                           |                           |
|  | -                         |                           | 0                | 0                |                               |                               |                               |                               |                           |                           |                           |                           |                           |                           |                           |                           |
|  | -                         |                           | 0                | 0                | 0                             |                               |                               |                               |                           |                           |                           |                           |                           |                           |                           |                           |
|  |                           |                           |                  |                  |                               |                               |                               |                               |                           |                           |                           |                           |                           |                           |                           |                           |